# Ptinus timidus
Ptinus timidus é uma espécie de insetos coleópteros polífagos pertencente à família Anobiidae.
A autoridade científica da espécie é Brisout de Barneville, tendo sido descrita no ano de 1866.
Trata-se de uma espécie presente no território português.